# Benjamin Keene
Sir Benjamin Keene (ur. 1697 w King’s Lynn, zm. 1757 w Madrycie) – brytyjski dyplomata, dwukrotny (1729-1739 i 1748-1757) ambasador brytyjski w Madrycie.
Podczas pierwszej misji realizował pokojową politykę zagraniczną jaką zalecał premier brytyjski Robert Walpole. Jego pierwsza misję dyplomatyczna przerwała wojna o ucho Jenkinsa (1739), która z czasem przerodziła się w część większego konfliktu znanego jako wojna o sukcesję austriacką (1741-1748). Zaraz po jej zakończeniu Keene wrócił do Madrytu dalej pełnić swą misję. Można więc powiedzieć, że był on ambasadorem przez 28 lat, co stanowi jeden z rekordów XVIII stulecia pod tym względem.
Keene wywierał znaczny wpływ na politykę zagraniczną królestwa Hiszpanii. Za jego min. wpływem doszedł do władzy w Hiszpanii Ricardo Wall, zaś wojowniczy i antybrytyjski Zenón de Somodevilla y Bengoechea, markiz Ensenada musiał odejść z urzędów. W ostatnich latach proponował Hiszpanii wspólny brytyjsko-hiszpański sojusz przeciwko Francji, za co Hiszpania miała odzyskać Gibraltar jednak przez ostatnie dwa lata (1762-1763) wojny siedmioletniej toczonej w latach 1756-1763 Hiszpania przyszła Francji z pomocą, co pokrzyżowało wieloletnie wysiłki Keene'a, lecz można przypuszczać, że gdyby nie brytyjskie embargo handlowe wobec Hiszpanów, pozostaliby oni przynajmniej neutralni.
Keene był wielkim znawcą i miłośnikiem hiszpańskiego teatru i muzyki.